# فورت (مدينة)
فورث (بالألمانية: Fürth) هي بلدة ألمانية، تقع في ألمانيا في فرانكونيا الوسطى. يقدر عدد سكانها بـ 118,358 نسمة.

## المدن التوأمة
مدن ليموج، مرماريس وكسيلوكاسترو هي مدن توأمة لفورث.

## أعلام
- كارل ماي
- أندرياس فرانز
- لودفيغ إيرهارت
- هانس هاغن
- هربرت إرهارت